# Caso Odebrecht en la República Dominicana
El Caso Odebrecht en la República Dominicana fue una investigación del Ministerio Público dominicano en contra de la empresa constructora brasileña Norberto Odebrecht, conocida simplemente como Odebrecht. Esta constructora reconoció en diciembre de 2016 ante el Departamento de Justicia de los Estados Unidos haber realizado coimas de dinero y sobornos, a funcionarios públicos del gobierno de 12 países, entre ellos la República Dominicana, durante los últimos 20 años, para obtener beneficios en contrataciones públicas.
La empresa Odebrecht reconoció que pagó en la República Dominicana 92 millones de dólares en coimas, la mayor suma pagada por la empresa fuera de su país de origen. En enero de 2017 el Ministerio Público procedió a allanar las oficinas de Odebrecht en República Dominicana y la multó por un monto de 184 millones de dólares, el doble de lo pagado en sobornos, tal y como lo establece la Ley 448-06 sobre Sobornos en el Comercio. En abril, Odebrecht acordó cooperar en la causa con la Procuraduría General de la República Dominicana a cambio de que sus ejecutivos no fuesen procesados y que la compañía pudiese seguir operando en la República Dominicana; actualmente Odebrecht trabaja en la construcción de la planta termoeléctrica Punta Catalina, cuya terminación estaba prevista para finales de 2017.
En enero de 2017 surgió el Movimiento Verde que propugna porque se haga justicia en el caso Odebrecht.
La República Dominicana permaneció durante meses como el único país que no había detenido implicado alguno por el caso Odebrecht en América Latina. Finalmente, el 28 de mayo de 2017 el ministerio público implicó a catorce hombres, detallados abajo, en el entramado de corrupción. Sin embargo, ninguno de los implicados resultó condenado, al no encontrase prueba vinculante en contra de los acusados. 

## Revelación de entramados de corrupción Odebrecht
El 21 de diciembre de 2016, el Departamento de Justicia de los Estados Unidos de América informó a la comunidad internacional el alcance de entramados de actos de corrupción encabezados por Odebrecht, principalmente involucrando a países de América Latina, incluyendo a la República Dominicana. El escándalo alertó al Ministerio Público dominicano, encabezado por Jean Alain Rodríguez, y puso en marcha la investigación penal.

## Apertura de investigación
En diciembre de 2016, el procurador general de la República inició inmediatamente la investigación de los sobornos por 92 millones de dólares a funcionarios dominicanos que la empresa brasileña Odebrecht habría confesado haber pagado, según las informaciones reveladas a la comunidad internacional por el Departamento de Justicia estadounidense. La Procuraduría Especializada de persecución de la corrupción administrativa, bajo el Despacho del procurador general, desarrollaría las pesquisas aperturadas de conformidad con la normativa institucional.
El 26 de diciembre del mismo año, el procurador comunicó que el Ministerio Público habría emprendido la evaluación de la información hecha pública por el Departamento de Justicia de Estados Unidos y ordenó a todas las instituciones del Estado la entrega inmediata de todos los contratos suscritos con la compañía Odebrecht desde el 2001 hasta la fecha, estableciendo un plazo máximo de 48 horas para que los funcionarios que encabezan los ministerios y entidades correspondientes entregaran personalmente toda la documentación requerida en la Procuraduría General de la República.
En enero de 2017, el Ministerio Público allanó las oficinas de Odebrecht en la capital dominicana, un proceso de requisa que duró más de cinco horas. Se reportó que al menos 25 cajas de documentos fueron retiradas de las instalaciones de la empresa para ser revisadas y se decomisaron los equipos electrónicos del local contentivos de información potencialmente sensible.
Entre enero y marzo, más de veinticinco (25) fueron cuestionadas y llamadas para presentar informaciones sobre el caso, incluidos el representante de Odebrecht en República Dominicana; los principales funcionarios de entidades gubernamentales bajo cuyas gestiones se negociaron, acordaron o ejecutaron contratos con Odebrecht; así como pasados y actuales presidentes de las cámaras congresuales, en cuyas gestiones se debatieron y aprobaron contratos de obras asignadas a la empresa en cuestión y los respectivos presidentes de comisiones congresuales con potencial incidencia en la toma de decisiones sobre el tema. En esos 90 días, también fueron interrogados Ángel Rondón, el lobbista y representante comercial de la multinacional en República Dominicana,  así como abogados involucrados en las operaciones mercantiles y auditores de la firma Stanley Consultants vinculados a la compañía. 
Según informaciones oficiales, Rodríguez solicitó la suspensión de Odebrecht como proveedor del Estado y que la Dirección General de Contrataciones Públicas había dispuesto la referida suspensión provisional del registro, impidiendo su participación en futuras licitaciones.
El 20 de enero de 2017, el procurador Jean Rodríguez comunicó oficialmente que el Ministerio Público había logrado la firma de la multinacional en un acuerdo que agilizaría la investigación local, garantizando la entrega de material probatorio por parte de la empresa y manteniendo abierta la investigación y persecución penales contra todos los involucrados locales. 
El acuerdo, que es considerado la solución idónea para lograr sometidos y condenas en contra de los implicados, obliga a la empresa a pagar US$184 millones, equivalentes al duplo de los US$92 millones que la propia Odebrecht reconoció haber pagado en sobornos, siendo esta la suma máxima contemplada en la Ley n.º 448-06, sobre Soborno en el Comercio y la Inversión, lo que constituye un beneficio de condena sin agotar años de un proceso judicial. Los US$184 millones serían desembolsados paulatinamente en un plazo de 8 años, siendo este el plazo más breve de los acordados en los países de la región. 
El 1 de febrero de 2017, la Procuraduría pidió copias certificadas de las confesiones de los ejecutivos de Odebrecht, homologadas el 30 de enero por la Corte Suprema de Justicia de Brasil. Al día siguiente, el 2 de febrero, “el procurador general dominicano solicitó una reunión a su homólogo de la República Federativa de Brasil, Rodrigo Janot Monteiro de Barros.”
Los días 15 a 17 de febrero, el procurador Jean Rodríguez viajó a Brasil para reunirse con las autoridades que investigan el caso “Lava Jato” y con representantes de los ministerios públicos de varios países en los que operó Odebrecht, con la finalidad de intercambiar información sobre las prácticas de corrupción de la empresa. La República Dominicana, a través de Rodríguez, se constituyó en signatario de la Declaración de Brasilia en la que los procuradores de once países acordaron establecer “la más amplia, rápida y eficaz cooperación” sobre los asuntos de corrupción en que se implicó la empresa.
El 1 de marzo las investigaciones seguidas a la constructora Odebrecht fueron declaradas complejas por el juez coordinador de los Juzgados de la Instrucción del Distrito Nacional, por solicitud de la Procuraduría General realizada el 8 de febrero, obteniendo así plazos más amplios para la investigación y que la aplicabilidad del criterio de oportunidad, un instrumento contenido en el artículo 34 del Código Procesal Penal dominicano  para agilizar los procesos en caso de que el imputado colabore con las pesquisas.
En marzo de 2017, el procurador general sostuvo un encuentro de seguimiento con el fiscal adjunto de la Oficina de Cooperación del Ministerio Público Federal de Brasil, Carlos Bruno Ferreira da Silva, quien ha participado en la investigación del caso Lava Jato, una investigación que guarda estrecha relación con las investigaciones sobre los sobornos de Odebrecht en República Dominicana.
“El magistrado Rodríguez ponderó el encuentro y dijo que con el mismo se fortalecen las indagatorias que se llevan a cabo sobre este caso, al tiempo que destacó que la colaboración internacional es importante para someter a la justicia a todos los implicados.”
En los 90 días tras el estalló del escándalo, Rodríguez ha encabezado más de una veintena de comunicados de prensa, ruedas de prensa oficiales y encuentros con los medios, en las que se informaron las labores en curso y particularidades del proceso investigativo y penal del caso Odebrecht. Asimismo, el procurador general ha informado en diversas ocasiones que algunos de los detalles sobre los hallazgos serán revelados de manera oportuna y estratégica, para evitar entorpecer la investigación. 
La investigación continuó mientras se esperaba la entrega de la referida documentación por parte de la justicia brasileña. En reiteradas ocasiones el procurador general garantizó que serían sometidos los implicados y que prevalece un compromiso “de llevar la investigación hasta sus últimas consecuencias, con todas las herramientas que otorga la ley, a fin de procesar a todos los responsables de las acciones criminales que haya cometido Odebrecht en la República Dominicana.”

## Apertura del proceso judicial

### Acusación formal y órdenes de conducencia
En la mañana del 29 de mayo de 2017 el procurador general de la República, Jean Alain Rodríguez, implicó a 14 hombres —entre ellos, empresarios, políticos (incluidos un ministro) y un abogado— de ser parte del entramado de corrupción de Odebrecht. Fueron detenidos inmediatamente diez de los imputados; además, la Procuraduría General solicitó a INTERPOL la detención del ingeniero y funcionario Bernardo Castellanos de Moya, quien se encontraba en Panamá. Así mismo se solicitó al Congreso que levantase la inmunidad parlamentaria a dos senadores oficialistas y un diputado opositor. La Procuraduría solicitó ante la Suprema Corte de Justicia una medida de coerción preventiva de 18 meses.
El 7 de junio del 2017 el juez de la instrucción especial de la Suprema Corte de Justicia, Francisco Ortega Polanco, dictó prisión preventiva contra 10 implicados en el Caso Odebrecht. Ángel Rondón, representante comercial de Odebrecht en el país recibió una medida de coerción de 12 meses, mientras que al exministro de Obras Públicas, Víctor Díaz Rúa, se le dictó 9 meses. Lo mismo para Conrado Pittaluga Arseno. En tanto que para Temístocles Montás (exministro de turismo), al exsenador Andrés Bautista y al exdiputado Ruddy Gonzales, se les dictó 6 meses respectivamente.
A los legisladores acusados, al senador por San Cristóbal, Tommy Galán Grullón; Julio César Valentín, senador de Santiago, y al diputado Alfredo Pacheco, se les impuso una fianza de 5 millones de pesos dominicanos (unos 105.587 dólares), presentación periódica e impedimento de salida del país.
En mayo de 2019, el profesor de la Universidad de Columbia y columnista de CNN en Espanol, Geovanny Vicente Romero, en su columna se pregunta "República Dominicana, ¿por qué el caso Odebrecht no avanza como en otros países?".
El 9 de agosto de 2024 la Suprema Corte de Justicia de República Dominicana absorbió en Casación a Víctor Díaz Rúa y Ángel Rondón Rijo, los dos que habían sido condenado a 5 y 8 años por el primer tribunal colegiado del Distrito Nacional. En la sentencia absolutoria, la alta corte concluyó que no había evidencia suficiente para demostrar los delitos y no se identificaron los funcionarios que habrían recibido sobornos.

#### Implicados
- Alfredo Pacheco Osoria, diputado
- Ángel Rondón Rijo, empresario y lobbista
- Bernardo Antonio Castellanos de Moya, ingeniero
- César Domingo Sánchez Torres, exadministrador de la CDEEE
- Conrado Enrique "Conrad" Pittaluga Arzeno, notario y abogado
- Juan Roberto Rodríguez Hernández, exsenador, exdiputado y exdirector de INAPA
- Juan Temístocles Montás Domínguez, ministro de Industria y Comercio
- Julio César Valentín Jiminián, senador
- Máximo Leónidas D’Oleo Ramírez, exfuncionario de la CDEEE
- Porfirio Andrés Bautista García, exdiputado y presidente del PRM
- Ramón Radhamés Segura, exvicepresidente de la CDEEE
- Ruddy González, exdiputado
- Tommy Alberto Galán Grullón, senador
- Víctor José Díaz Rúa, exministro de obras públicas